# (9748) van Ostaijen
(9748) van Ostaijen est un astéroïde de la ceinture principale.

## Description
(9748) van Ostaijen est un astéroïde de la ceinture principale. Il fut découvert le 4 février 1989 à La Silla par Eric Walter Elst. Il présente une orbite caractérisée par un demi-grand axe de 2,34 UA, une excentricité de 0,06 et une inclinaison de 6,6° par rapport à l'écliptique.

## Compléments